# Campobello Island
Cet article concerne la localité canadienne. Pour l'île, voir île Campobello. Pour les autres significations, voir Campobello.
Campobello Island est une communauté rurale canadienne situé dans le comté de Charlotte, au sud-ouest du Nouveau-Brunswick. Elle comprend les îles Campobello et de Head Harbour.

## Toponyme
Les Passamaquoddys appelaient l'île Abahquit, ce qui signifie parallèle avec la terre ferme, semblable au nom micmac de l'île du Prince-Édouard. Le nom connut ensuite plusieurs variations et changements : Grande Île de Passamaquoddy en 1733, Île Pascamadie ou Île Passamacadie en 1755, Île Pasmaquidy en 1756 puis Île Passamaquodi en 1761.

Lorsque William Owen acheta l'île en 1767, son titre de propriété portait le nom Passamaquoddy Outer Island (Île Passamaquoddy Extérieure). Il donna son actuel à l'île en 1770: 
«  I named the Island Campobello, the latter partly complimentary and punning on the name of the Governor of the Province, Lord William Campbell, and partly as applicable to the nature of the soil and fine appearance of the island, Campobello in Spanish and Italian being, I presume, synonymous to the French Beau-Champ. »
Le nom fut traduit en Fairfield dans un livre de l'amiral W.F.W. Owen en 1842.

## Géographie

### Géographie physique

#### Situation
Campobello est situé à environ 20 kilomètres à vol d'oiseau au sud de Saint-Andrews, à la frontière avec l'état américain du Maine.
Le territoire de Campobello comprend l'île Campobello ainsi que l'île de Head Harbour. Les deux îles sont situées au sud de la baie de Passamaquoddy, près de l'entrée de la baie de Cobscook, et sont bordées au sud par la baie de Fundy.
Elles sont séparées de l'île Deer, au nord, par le passage d'Head Harbour. Lubec, au Maine, est séparé de l'île Campobello par le passage de Quoddy. Grand Manan est situé à 10 kilomètres au sud.
On y retrouve entre autres le parc international Roosevelt de Campobello ainsi que le parc provincial Herring Cove.

#### Topographie
L'île Campobello a une forme allongée, orientée sud-ouest - nord-est. Elle mesure près de 15 kilomètres de long par au plus cinq kilomètres de large.
Les plaines d'Abraham occupent le sud de l'île. Seulement quelques collines s'élèvent autour de cette région, telles que Friars head (40 mètres) et la colline Fox (60 m). La partie de l'île au nord des plaines est montagneuse. Les principaux sommets sont. Une péninsule au relief moins accidenté longue d'environ kilomètres se trouve sur la rive nord de l'île.

### Géographie humaine

#### Transport
Campobello est reliée à Lubec par le pont Franklin Delano Roosevelt. Pour atteindre l'île à partir du Nouveau-Brunswick, il faut prendre un traversier de Back Bay à l'île Deer et un autre de l'île Deer à Campobello.

#### Morphologie urbaine
Tous les villages sont situés le long de la route. Au sud se trouvent quelques maisons isolées. Le premier village important est Welshpool, situé sur la péninsule, au bord de la baie Friars. Une autre région rurale s'étend pendant plus de 4 kilomètres jusqu'à l'autre village, Otter Cove, aussi situé sur la rive nord.

## Histoire

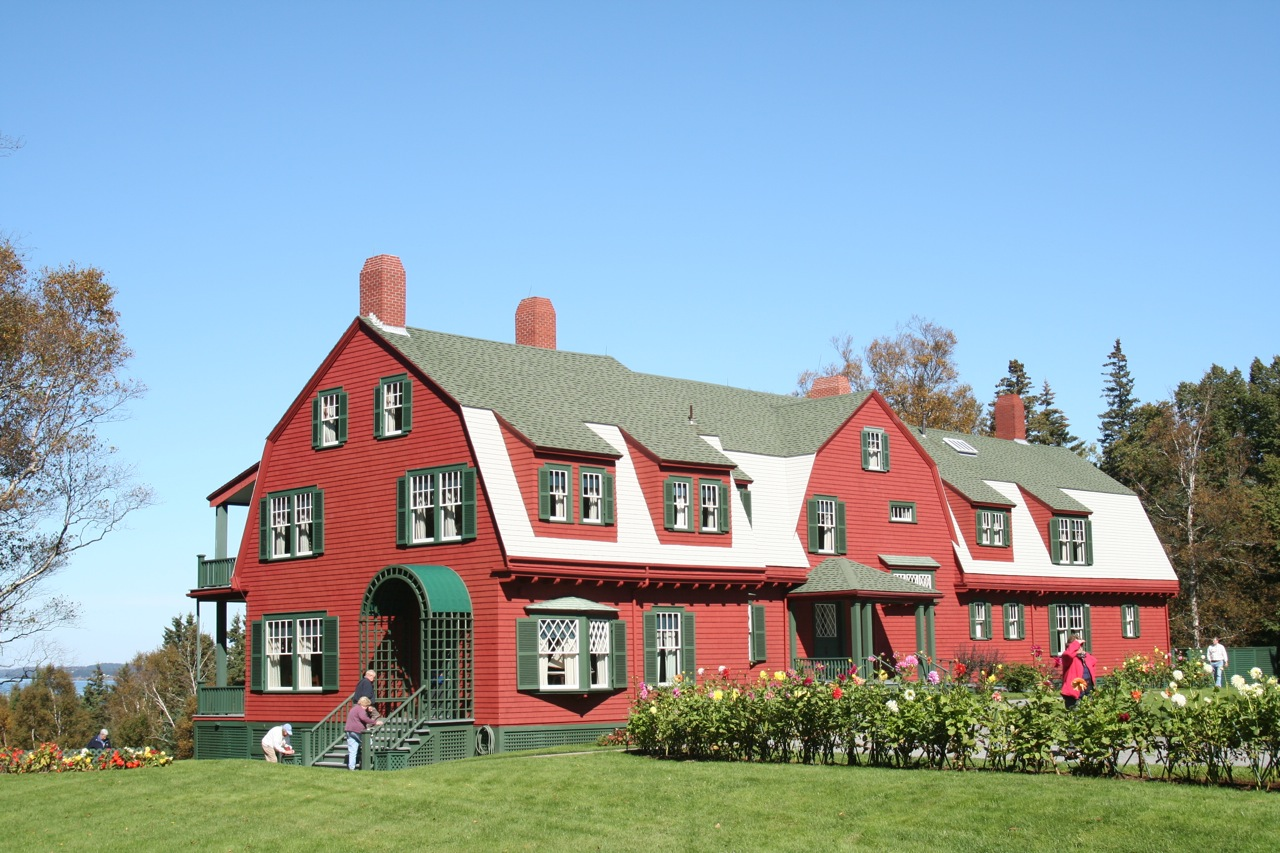
La maison Roosevelt.

Selon William Francis Ganong, certains toponymes rappelleraient la présence des Passamaquoddys sur l'île.
Robert Wilson et un groupe de colons originaires de la Nouvelle-Angleterre fondent Wilsons Beach en 1766 ; Wilson est un squatteur mais reçoit plus tard un titre de propriété. En 1770, le lieutenant William Owen, accompagné de 30 colons d'Angleterre, fondent New Washington, désormais une partie de Wilsons Beach; c'est alors le plus important établissement anglophone de la région. Les colons fondent aussi New Warrington en 1770. La plupart des compagnons d'Owen retournent toutefois en Angleterre. Ceux qui restent sont rejoints par des Loyalistes et fondent les autres hameaux de l'île à partir de 1783,. C’est ainsi que Welshpool est fondé en 1787 par David Owen ; sa situation en fait le principal établissement de l'île. L'île est achetée en 1881 par une compagnie américaine.
Le président américain Franklin D. Roosevelt y réside de nombreuses fois au cours de sa jeunesse, la maison d'été familiale se trouvant dans la paroisse. Le parc international Roosevelt de Campobello est créé en 1954.
L'école consolidée Campobello Island est inaugurée en 1966.
Le 1er novembre 2010, le district de services locaux de la paroisse de Campobello est constitué pour devenir la communauté rurale de Campobello Island. Le territoire reste inchangé durant la réforme de la gouvernance locale du 1er janvier 2023

## Démographie
(septembre 2024).
D'après le recensement de Statistique Canada, il y avait 1 195 habitants en 2001, comparativement à 1 305 en 1996, soit une baisse de 8,4 %. La paroisse compte 600 logements privés, a une superficie de 39,60 km2 et une densité de population de 30,2 habitants au km2.
| 1981  | 1986  | 1991  | 1996  | 2001  | 2006  | 2011 |
| ----- | ----- | ----- | ----- | ----- | ----- | ---- |
| 1 424 | 1 332 | 1 317 | 1 305 | 1 195 | 1 056 | 925  |

| 2016 | - | - | - | - | - | - |
| ---- | - | - | - | - | - | - |
| 872  | - | - | - | - | - | - |

## Économie
Entreprise Charlotte, membre du Réseau Entreprise, a la responsabilité du développement économique.

## Administration

### Conseil municipal
Le conseil est formé d'un maire, d'un conseiller général et de trois conseillers de quartier. La localité est en effet divisée en trois quartiers à des fins administratives.
Conseil municipal actuel
Le conseil municipal actuel est élu lors de l'élection quadriennale du 10 mai 2016.
Anciens conseils municipaux
Le 10 mai 2010, les résidents de Campobello se sont prononcés dans un plébiscite en faveur de la constitution du district de services locaux de Campobello en communauté rurale, dans une proportion de 275 pour et 167 contre. L'élection du premier conseil municipal a lieu le 15 novembre 2010. Un second dépouillement doit être organisé le 30 novembre 2010 afin de déterminer le vainqueur dans le quartier #3. Le conseiller Raymond C. Brown, Sr. fut élu lors d'une élection partielle tenue le 9 mai 2011, en remplacement de Carson R. Savage. Le conseil municipal actuel est élu lors de l'élection quadriennale du 14 mai 2012. Une élection partielle a lieu le 13 mai 2013 et Blair W. Tinker est élu conseiller. Katherine Ann Breton est finalement élu par acclamation à l'élection partielle du 12 mai 2014.
| Mandat      | Fonctions               | Nom(s)                 |
| ----------- | ----------------------- | ---------------------- |
| 2012 - 2016 | Maire                   | Stephen Smart          |
| 2012 - 2016 | Conseiller général      | Raymond C. Brown, Sr.  |
| 2012 - 2016 | Conseillers de quartier |                        |
| 2012 - 2016 | Quartier #1             | Kevin E. Sawtelle.     |
| 2012 - 2016 | Quartier #2             | Terrance Dale Preston. |
| 2012 - 2016 | Quartier #3             | Katherine Ann Breton   |

| Mandat      | Fonctions               | Nom(s)                 |
| ----------- | ----------------------- | ---------------------- |
| 2010 - 2012 | Maire                   | Stephen Smart          |
| 2010 - 2012 | Conseiller général      | Raymond C. Brown, Sr.  |
| 2010 - 2012 | Conseillers de quartier |                        |
| 2010 - 2012 | Quartier #1             | Kevin E. Sawtelle.     |
| 2010 - 2012 | Quartier #2             | Terrance Dale Preston. |
| 2010 - 2012 | Quartier #3             | Janice M. Watters.     |

|  | Indépendant | 200? - 2010 | Stephen Smart |

|  | Indépendant | 2010 - en cours | Stephen Smart |

### Représentation et tendances politiques
(septembre 2024).
Campobello Island est membre de l'Union des municipalités du Nouveau-Brunswick.
 Nouveau-Brunswick : Campobello fait partie de la circonscription provinciale de Charlotte-Campobello, qui est représentée à l'Assemblée législative du Nouveau-Brunswick par Curtis Malloch, du Parti progressiste-conservateur. Il fut élu en 2010.
 Canada : Campobello fait partie de la circonscription électorale fédérale de Nouveau-Brunswick-Sud-Ouest, qui est représentée à la Chambre des communes du Canada par Gregory Francis Thompson, ministre des Anciens Combattants et membre du Parti conservateur. Il fut élu lors de la 40e élection fédérale, en 1988, défait en 1993 puis réélu à chaque fois depuis 1997.

## Vivre à Campobello

### Éducation
L’école consolidée Campobello Island, à Wilsons Beach, accueille les élèves de la maternelle à la 12e année. C'est une école publique anglophone faisant partie du district scolaire #10.
Campobello possède aussi une bibliothèque publique.
Il y a le NBCC-Saint-Andrews ainsi que le Centre des sciences de la mer Huntsman à Saint-Andrews ainsi que des universités offrant un plus grand nombre de formations à Fredericton et Saint-Jean.
Il n'y a aucune école francophone dans le comté, les plus proches étant à Saint-Jean ou Fredericton. Les établissements d'enseignement supérieurs les plus proches sont situés dans le Grand Moncton.

### Santé
Welshpool dispose du Centre de santé de Campobello et d'un foyer de soins agréés, le Campobello Lodge.

### Autres services publics
Il y a une caserne de pompiers. Il y a un bureau de poste à Wilsons Beach et un autre à Welshpool. Il y a aussi un centre saisonnier de Service Nouveau-Brunswick à Welshpool.
Wilsons Beach et Welshpool possèdent chacun un port de pêche, gérés par la Harbour authority of Wilsons Beach and North Road. Ils comprennent un seul quai.
Campobello possède un poste de la Gendarmerie royale du Canada. Il dépend du district 1, dont le bureau principal est situé à Saint-George.
Le village bénéficie d'un parc provincial, qui compte entre autres un terrain de golf.
Les anglophones bénéficient du quotidien Telegraph-Journal, publié à Saint-Jean, et de l'hebdomadaire Saint Croix Courier, publié à Saint-Stephen. Les francophones ont accès par abonnement au quotidien L'Acadie nouvelle, publié à Caraquet, ainsi qu'à l'hebdomadaire L'Étoile, de Dieppe.

### Religion
L'église St. Anne's de Welshpool est une église anglicane.

## Culture

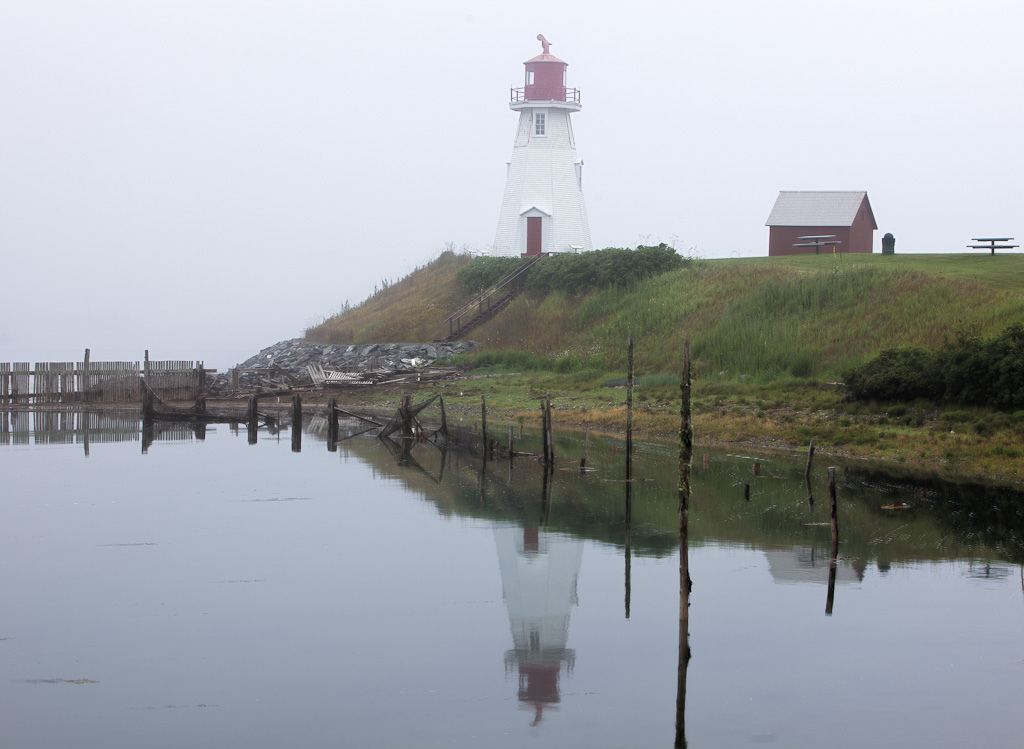
Phare de la pointe Mulholland.

### Personnalités
- Curtis Malloch (19??- ), pêcheur et homme politique, résident de Campobello;
- David Owen (1754-1829), propriétaire foncier, juge, juge de paix et homme politique, mort à Campobello.

### Langues
Selon la Loi sur les langues officielles, Campobello Island est officiellement anglophone puisque moins de 20 % de la population parle le français.

### Campobello Island dans la culture
La pièce Sunrise at Campobello, produite par Dore Schary à Broadway en 1958, raconte l'histoire de Franklin Delano Roosevelt à l'île; la pièce est reprise en 1960 dans le film Sunrise at Campobello. Le poète Alden Nowlan s'inspire du folklore et de l'histoire de l'île en 1975 pour Campobello.